# Mettwurst

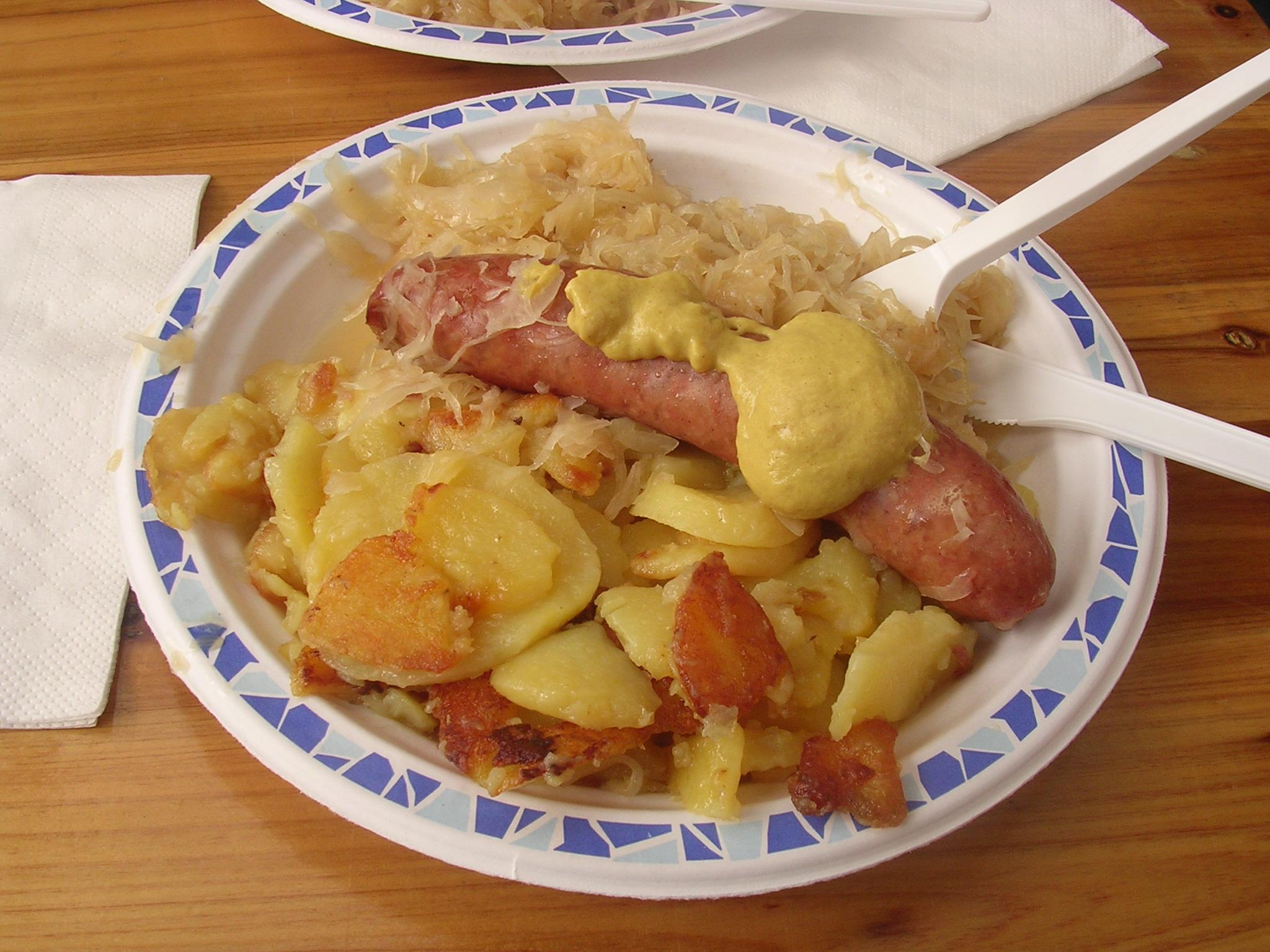
Plato con una salchicha Mettwurst acompañada de patatas y Sauerkraut con un poco de mostaza.

La Mettwurst se trata de una salchicha de carne de cerdo picada y con un sabor ligeramente ahumado, su tamaño es de aproximadamente 15 cm y de dos a tres centímetros de grosor. Es muy popular en el norte de Alemania. Desde el siglo XVI se conoce en el dialecto de la Baja Sajonia como metworst. El significado de mett es carne cruda picada y fuertemente especiada. Este tipo de salchichas aparece frecuentemente en las celebraciones al aire libre de los pueblos del norte de Alemania, mezclada con patata, Sauerkraut o con otros tipos de col, así como troceada en las sopas.
Dependiendo de la región existen diversas recetas, algunas de ellas mencionan cebolla.

## Variantes
El mettwurst, mejor dicho la carne picada que contiene puede estar en otros embutidos de la gastronomía alemana tales como el Teewurst, por su textura es empleado para untar en pan. Otra variante muy ahumada es el Knackwurst que es más duro en su interior. Las Mettende son salchichas más pequeñas y menos ahumadas. Otra variante muy conocida son los Landjäger o ("salchichas del cazador") que tienen un aspecto muy fino que las convierte en ideales para ser comidas en la mano.   